# Ико Ювайс
Ико Увайс (англ. Iko Uwais) (настоящее имя — Увайс Корни, Uwais Qorny; род. 12 февраля 1983 года, Джакарта, Индонезия) — индонезийский актёр. Известен своими ролями в фильмах «Мерантау» (2009), «Рейд» (2011), «Рейд 2» (2014), «22 мили» (2018). В 2015 году актёр также появился (вместе со своим постоянным партнёром в кино и напарником по тренировкам Яяном Рухьяном) в эпизодической роли в фильме «Звёздные войны: Пробуждение силы» (2015) в роли контрабандиста на корабле Хана Соло.

## Биография
Ико Ювайс родился 12 февраля 1983 года, в столице Индонезии — Джакарте. Исповедует ислам. C десятилетнего возраста начал заниматься национальным боевым искусством Индонезии — пенчак силат. В 2003 году занял третье место в общегородском турнире, а через 2 года стал чемпионом Индонезии по пенчак силату. В том же году в составе команды по пенчак силату посетил Великобританию, Россию и Азербайджан, где началась популяризация этого вида боевых искусств. В 2007—2008 годах с этой же целью побывал в Камбодже и Франции.

## Карьера в кино
В 2007 году Ювайс познакомился с режиссёром Гаретом Эвансом, работавшим в то время над документальной лентой о пенчак силате, и принял участие в съёмках этой картины. А в 2008 году снялся в первом полнометражном фильме Эванса — боевике «Мерантау», в котором были широко представлены элементы стиля пенчак силат «Силат Харимау» («силат в стиле тигра»).

#### Фильмография
| Год  |   | Русское название                  | Оригинальное название        | Роль             |
| ---- | - | --------------------------------- | ---------------------------- | ---------------- |
| 2009 | ф | Мерантау                          | Merantau                     | Юда              |
| 2011 | ф | Рейд                              | Serbuan maut                 | Рама             |
| 2013 | ф | Мастер тай-цзи                    | Man of Tai Chi               | Гиланг Санджая   |
| 2014 | ф | Рейд 2                            | Berandal                     | Рама / Юда       |
| 2015 | ф | Звёздные войны: Пробуждение силы  | Star Wars: The Force Awakens | Разу Кин-Фи      |
| 2016 | ф | Рейд: Пуля в голове               | Headshot                     | Измаил / Абди    |
| 2017 | ф | Скайлайн 2                        | Beyond Skyline               | Суа              |
| 2018 | ф | 22 мили                           | Mile 22                      | Ли Нур           |
| 2018 | ф | Ночь идёт за нами                 | The Night Comes for Us       | Ариан            |
| 2019 | ф | Тройная угроза                    | Triple Threat                | Джака            |
| 2019 | ф | Али, рули!                        | Stuber                       | Ока Теджо        |
| 2019 | с | Ассасины Ву                       | Wu Assassins                 | Кай Джин         |
| 2021 | ф | G.I. Joe: Бросок кобры. Снейк Айз | Snake Eyes: G.I. Joe Origins | Старший Мастер   |
| 2022 | ф | Пригоршня мести                   | Fistful of Vengeance         | Кай Джин         |
| 2023 | ф | Неудержимые 4                     | The Expendables 4            | Сюатро Рахмат    |
| 2025 | ф | Пепел                             | Ash                          | Адхи             |
| 2025 | ф | Скайлайн 4                        | Skyline: Warpath             | Суа              |
|      | ф | Коридорный                        | The Bellhop                  |                  |
|      | ф |                                   | Chinatown Express            |                  |
|      | ф |                                   | Si Buta dari Gua Hantu       | Барда Мандравата |

## Личная жизнь
25 июня 2012 года женился на певице Ауди Итем в отеле «Gran Mahakam» в Джакарте. У пары есть две дочери, Атрея Сяхла Путри Ювайс (11.10.2013) и Анешка Лейла Путри Ювайс (13.06.2018).